# Gustav Renker
Gustav Renker (12 de octubre de 1889 - 23 de julio de 1967) fue un novelista suizo. Renker es conocido por sus relatos alpinistas; publicó más de cien obras. 